# 오청원배 세계여자바둑대회
오청원배 세계여자바둑대회(중국어: “吴清源杯”世界女子围棋赛)는 중국 바둑 협회와 푸저우 체육국, 푸저우 바둑 협회가 공동으로 주최하고 푸저우 인민 정부가 주관하는 국제 여자 바둑 대회이다.

## 대회 방식
- 세계 각국의 여자 바둑 기사 28명이 본선 무대에 오른다. 원년 대회엔 중국 8명, 대한민국 4명, 일본 4명, 타이완 2명, 미주 4명, 유럽 4명의 선수가 참가한다. 4강전까지는 매 라운드마다 추첨을 통해 대진을 가리며, 최대한 동일 국가 간의 대진을 피하도록 한다. 27일 본선 24강을 시작으로, 28일 16강, 30일 8강, 5월 1일 4강까지는 단판 토너먼트로, 결승은 7월 하순에 3번기로 열린다.
- 2회 대회부터 중국 7명, 대한민국 4명, 일본 4명, 대만 2명, 미주 4명, 유럽 4명의 선수가 참가하고, 전기 결승 진출자(2명) 및 후원사에서 시드(1명)를 부여한다. 본선은 27일 24강전을 시작으로 28일에 16강전, 30일에 8강전까지를 두고 준결승 및 결승(3번기)은 11월 하순에 속행된다.

## 대국 규정
- 제한 시간 각자 2시간에 1분 초읽기 5회.

## 대회 상금
- 우승 상금은 50만 위안(약 8,500만 원), 준우승 상금은 20만 위안(약 3,400만 원).

## 대회 결과
| 회수 | 연도 | 우승               | 전적 | 준우승             |
| ---- | ---- | ------------------ | ---- | ------------------ |
| 1    | 2018 | 김채영 四단        | 2-0  | 최정 九단          |
| 2    | 2019 | 최정 九단          | 2-0  | 왕천싱 五단        |
| 3    | 2020 | 저우훙위 六단      | 2-1  | 위즈잉 六단        |
| 4    | 2021 | 최정 九단          | 2-1  | 위즈잉 七단        |
| 5    | 2022 | 오유진 九단        | 2-0  | 왕천싱 五단        |
| 6    | 2023 | 최정 九단          | 2-0  | 후지사와 리나 六단 |
| 7    | 2024 | 우에노 아사미 五단 | 2-1  | 탕자원 六단        |